# Ulrich Wille

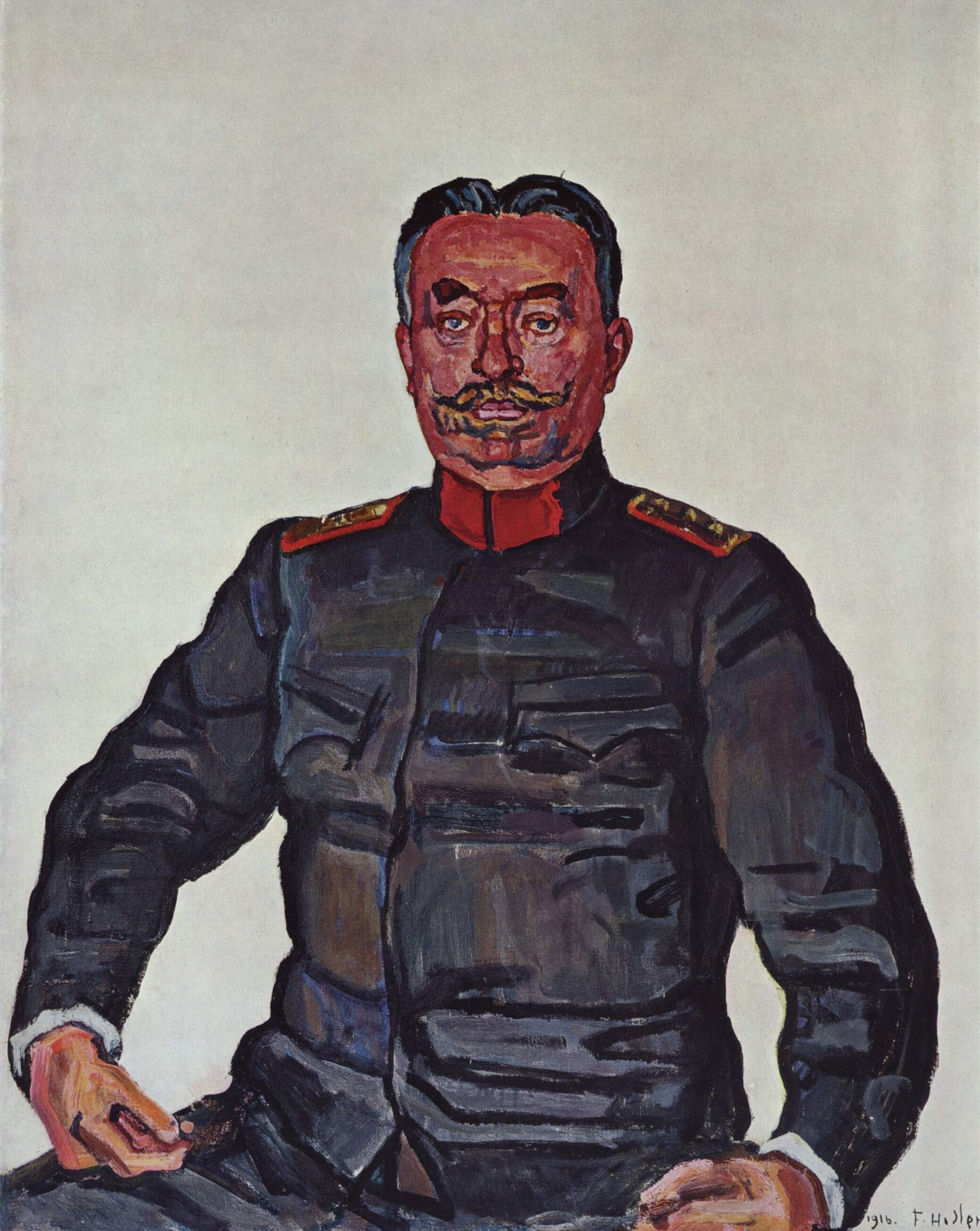
Ulrich Wille, 1916 gemalt von Ferdinand Hodler

Ulrich Wille in Couleur des Corps Tigurinia Zürich

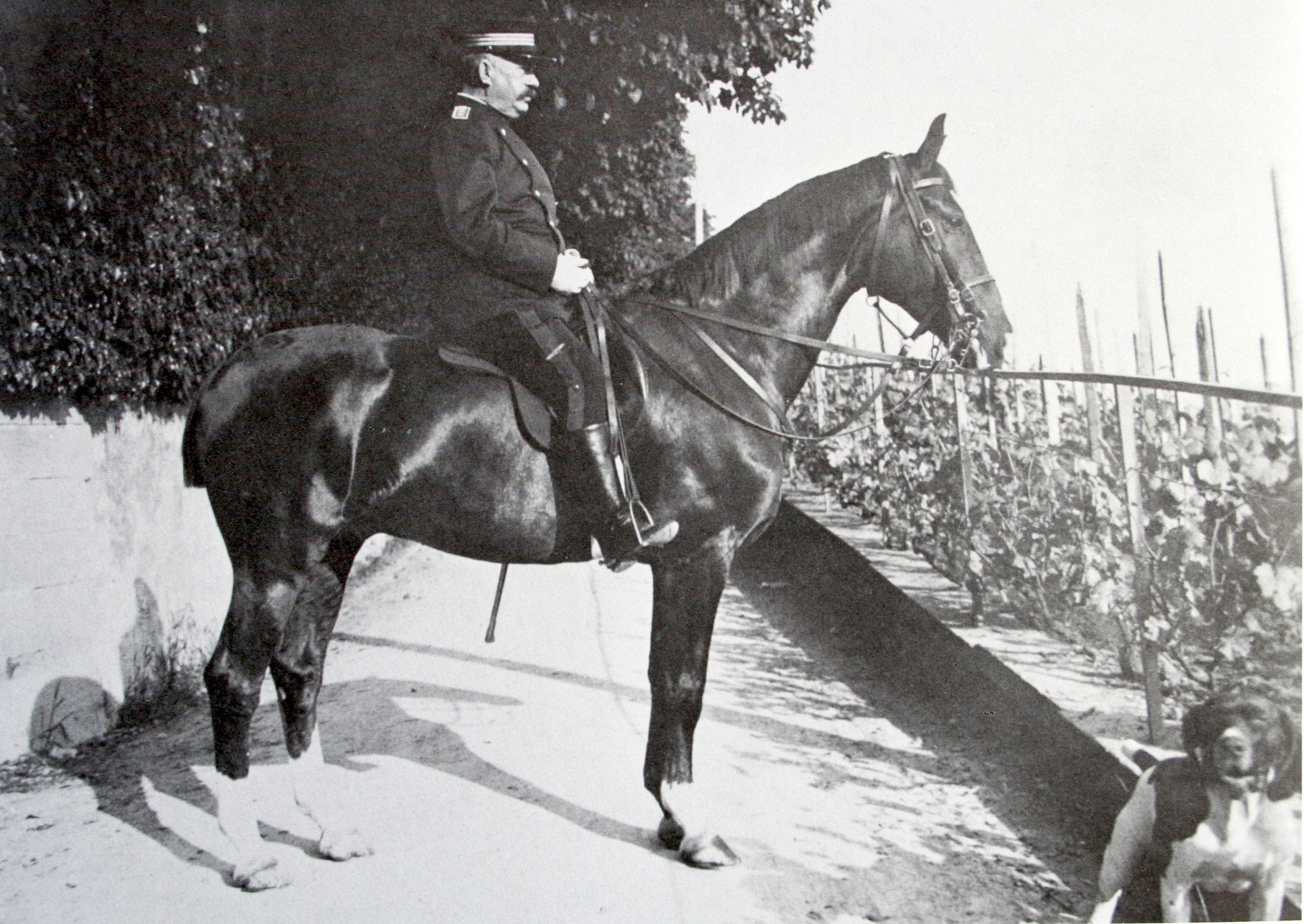
Ulrich Wille zu Pferd vor seinem Haus in Meilen

Conrad Ulrich Sigmund Wille (* 5. April 1848 in Hamburg; † 31. Januar 1925 in Meilen, Kanton Zürich) war General der Schweizer Armee während des Ersten Weltkriegs.

## Biographie

### Herkunft, Familie, Ausbildung
Ulrich Willes väterliche Vorfahren namens Vuille stammten aus La Sagne im heutigen Kanton Neuenburg. Der Ururgrossvater Henry Vuille verheiratete sich um 1740 nach Zweibrücken in das Heilige Römische Reich Deutscher Nation. 1849 übersiedelten die Eltern von Ulrich Wille, François Wille, Journalist und Mitglied des Vorparlaments des Frankfurter Parlaments, und die Schriftstellerin Eliza Wille, als Folge der gescheiterten liberalen Revolution in die Schweiz. Sie erwarben das Gut «Mariafeld» in Meilen, das bis heute im Besitz der Familie Wille ist.
Ulrich Wille besuchte die Volksschule in Meilen, nicht jedoch die Kantonsschule in Zürich. Er bereitete sich mit Privatunterricht und in einem Institut in Stäfa auf die Universität vor. In Zürich schloss er sich 1865 dem Corps Tigurinia und in Halle 1866 dem Corps Borussia an. Das Jura-Studium absolvierte er an der Universität Zürich (wo ihm 1865 wegen Beteiligung an einem Duell eine Wegweisung durch ein consilium abeundi erteilt wurde), Halle und Heidelberg, wo er 1869 promoviert wurde.
Wille war mit der deutschen Gräfin Clara von Bismarck (1851–1946), der Tochter von Friedrich Wilhelm Graf von Bismarck und Schwester des Offiziers und Pferdezüchters August Graf von Bismarck, verheiratet. Sie hatten zwei Töchter und drei Söhne, von denen der hitlerfreundliche Ulrich Wille junior ebenfalls Korpskommandant wurde. Eine seiner Töchter war die Pferdesportlerin und Amateur-Fotografin Renée Schwarzenbach-Wille. Sie war die Mutter seiner Enkelin, der Schriftstellerin und Reisejournalistin Annemarie Schwarzenbach, einer Freundin von Erika und Klaus Mann. Wille wohnte im Landgut «Mariafeld» an der (heutigen) General-Wille-Strasse 165 in Meilen.

### Militärische Laufbahn
Ulrich Willes militärische Karriere begann 1867 bei der Artillerie und brachte ihm nach bestandenen Ausbildungskursen im selben Jahr die Ernennung zum Leutnant. Sogleich meldete er sich als Instruktor, konnte jedoch erst nach der Grenzbesetzung von 1870, die er als Leutnant mitmachte, im Sommer 1870 in das Instruktionskorps der Artillerie eintreten. Rasch machten seine für die Schweiz revolutionären Ansätze in der Ausbildung von sich reden. Wille konnte sich aber dank dem Rückhalt durch den Oberinstruktor der Artillerie, Oberst Hermann Bleuler, und durch den Chef der eidgenössischen Artillerie, Hans Herzog, halten und wurde in schneller Folge befördert: 1874 zum Hauptmann, 1877 zum Major und 1881 zum Oberstleutnant. Er publizierte zahlreiche Schriften über die seiner Meinung nach dringliche Reform der Schweizer Armee, besonders in der von ihm 1880 übernommenen Zeitschrift für die schweizerische Artillerie.
Am 8. September 1883 wurde Ulrich Wille vom Bundesrat zum Oberinstruktor der Kavallerie ernannt. Dort trieb er ähnlich wie in der Artillerie sogleich konfliktreich Reformen voran. Er trat für eine konsequente Modernisierung der Schweizer Armee nach preussischem Vorbild ein. Ziel der Ausbildung der Milizsoldaten sollte dabei die Erziehung des Bürgers zum modernen Soldaten mittels Drill und Disziplin sein. Damit geriet er in Konflikt zu den Anhängern der traditionellen Bürgerarmee, die Willes Methoden für unvereinbar mit einem demokratischen Staatswesen hielten und von einer «Verpreußung» der Armee und von «Soldatenschinderei» sprachen. Trotzdem wurde er 1885 zum Oberst befördert und erreichte durch eine Konfrontation mit dem Waffenchef der Kavallerie, Oberst Gottlieb Zehnder, dass dieser 1891 demissionierte und die Stelle des Waffenchefs mit jener des Oberinstruktors verschmolzen wurde. Die politischen Widerstände und Querelen um seine Person zwangen Wille schliesslich 1896, um seine Entlassung aus dem Instruktionskorps nachzusuchen. Im selben Jahr kandidierte er erfolglos bei den Nationalratswahlen.
Nach seiner Entlassung übernahm er die Leitung der militärwissenschaftlichen Abteilung der Eidgenössischen Technischen Hochschule in Zürich. Er lehrte über Kriegsgeschichte, Heeresorganisation, Taktik und soldatische Erziehung. Der Bundesrat übertrug Ulrich Wille 1900 das Kommando der 6. Division, 1904 jenes des 3. Armeekorps. Als Truppenführer galt er besonders hinsichtlich seiner Manöverplanungen und grossen Truppenübungen als vorbildlich. Die neue Militärorganisation der Schweizer Armee von 1907 war stark von Willes Vorstellungen geprägt, die er von 1901 bis 1917 als Redaktor der Allgemeinen Schweizerischen Militär-Zeitung verbreitete.
Die von Ulrich Wille als Kommandant des 3. Armeekorps geleitete grosse Manöverübung («Kaisermanöver») anlässlich des Besuchs von Kaiser Wilhelm II. im Herbst 1912 hatte allen ausländischen Gästen (auch dem französischen Militärattaché) den Eindruck vermittelt, dass die Schweizer Armee den Neutralitätsschutz ernst nahm und versuchen würde, diesen Auftrag zu erfüllen.

### General im Ersten Weltkrieg und Landesstreik
Nach Ausbruch des Ersten Weltkriegs wurde Wille bei der intrigenbelasteten Generalswahl vom 3. August 1914 zum Oberbefehlshaber der Schweizer Armee gewählt, nachdem er seinen wichtigsten Konkurrenten, den von den Fraktionen des Parlaments favorisierten Theophil Sprecher von Bernegg in einem persönlichen Gespräch aufgefordert hatte, seine Kandidatur zurückzuziehen. Theophil Sprecher verblieb auf seinem Posten als Chef des Generalstabs. Vor allem in der Romandie und bei den Sozialdemokraten war die Wahl des neuen Kommandanten umstritten.
Wille war aufgrund seiner offenen Sympathie zum Deutschen Kaiserreich, seiner harten Linie in Disziplinfragen und seiner autoritären Staatsvorstellung eine polarisierende Figur. Er förderte während des Aktivdienstes monotone Exerzierübungen und strapaziöse Märsche sowie Praktiken drakonischer disziplinarischer Bestrafung von Soldaten mit harter Arbeit und Drill. Andererseits machte er in Fällen verurteilter Offiziere immer wieder von seinem Begnadigungsrecht Gebrauch und griff auch direkt zugunsten von Offizieren in die militärische Rechtsprechung ein, unter anderem im Fall eines Oberleutnants, der eines sexuellen Übergriffs auf ein 14-jähriges Mädchen bezichtigt wurde.
Im Juli 1915 bezeichnete Wille im sogenannten «Säbelrasslerbrief» an seinen ehemaligen militärischen Untergebenen, den deutschfreundlichen Bundesrat Arthur Hoffmann den Zeitpunkt als geeignet für einen Eintritt der Schweiz in den Krieg an der Seite des Deutschen Reichs. 1915/1916 deckte der General in der Obersten-Affäre, welche die Beziehungen zwischen den Sprachgruppen stark belastete, zwei Generalstabsoffiziere, die zugunsten Deutschlands und Österreich-Ungarns nachrichtendienstlich tätig waren. Willes Ehefrau war eine Cousine des damaligen deutschen Militärattachés in der Schweiz.
In der zweiten Kriegshälfte verbreitete Wille zunehmend Revolutionsgerüchte und behauptete faktenwidrig, an den Konferenzen von Zimmerwald und Kiental sei bereits 1915/1916 eine Revolution in der Schweiz beschlossen worden. Aufgrund seiner wiederholten Forderungen an den Bundesrat nach einem Militäraufgebot gegen die Arbeiterschaft wird ihm von der Mehrheit der Forschung eine erhebliche Verantwortung für den Ausbruch des Landesstreiks zugeschrieben. Am 4. November 1918 malte Wille in einem Schreiben an den Bundesrat, dem sogenannten «Wille-Memorial», die «Möglichkeit eines plötzlichen unerwarteten Ausbruchs einer Revolution» in der Schweiz an die Wand und forderte vom Bundesrat ein massives Militäraufgebot für die Grossstädte, «um dieses Gesindel in seine Schlupfwinkel zurückzuscheuchen». Zugleich zog er die bisherigen Besatzungstruppen aus Zürich ab, um der Zürcher Kantonsregierung ihre Abhängigkeit von der Armeeleitung zu demonstrieren. Am 5. November ersuchte der dadurch erschreckte Zürcher Regierungsrat um Truppenschutz und der Bundesrat ordnete eine militärische Besetzung Zürichs an. Diese Eskalation führte schliesslich zum Beginn des Landesstreiks am 12. November. Entgegen dem Drängen des Generals verzichtete der Bundesrat auf eine sofortige Verhaftung der Streikleitung. Nach Streikabbruch fand am 16. November in Zürich in Anwesenheit Willes und Emil Sondereggers ein grosses Defilee der Ordnungstruppen als militärische Siegesfeier statt. Als Wille am 11. Dezember 1918 als General zurücktrat, wurden seine Dienste verdankt, jedoch nicht sein Bericht zum Aktivdienst.

## Nachleben
Auf einem der grössten Waffenplätze der Schweiz in Bure (Jura) ist eine Kaserne nach Wille benannt. Auf dem Schiessplatz Spittelberg (bei Olten) wird das General-Wille-Haus im Sommer von der Armee genutzt, und im Winter vom Schweizer Alpen-Club betrieben.
Willes Nachlass befindet sich teilweise im Bundesarchiv, ein anderer Teil ist im Familienbesitz und ist seit 2025 der Forschung zugänglich.
Im Frühling 1987 schrieb Niklaus Meienberg für die Weltwoche ein kritisches, viel beachtetes Porträt von Wille und dessen Familie. Als Die Welt als Wille & Wahn erschien es im Herbst desselben Jahres in Buchform. Meienberg stützte sich dabei unter anderem auf Fotografien von unveröffentlichten Briefen Willes an seine Frau, die Meienberg ohne Erlaubnis während einer Ausstellung angefertigt hatte. Meienberg beschrieb im Buch einerseits, dass der General deutschfreundlich gewesen war, was allgemein bekannt war, aber auch, dass er eine antidemokratische Gesinnung hatte, was man in den Worten der NZZ «geahnt hatte». Der damalige stellvertretende Chefredaktor der NZZ, Historiker Alfred Cattani, nannte das Buch «ein Pamphlet voller Hohn und Sarkasmus» und bemängelte zu wenige historische Zusammenhänge; er pflichtete Meienberg aber bei, dass das Archiv der Familie veröffentlicht gehöre. Bis 2018 sei dies nicht geschehen, weshalb es laut Angabe der NZZ bis heute keine kritische Biografie gebe. Ähnlich wie Cattani ging später Hans Ulrich Jost auf die Personalisierung Meienbergs ein. Er meinte, dass Meienberg die Haltung Willes deshalb zu sehr als Ausnahme dargestellt habe und es damit versäumt habe, ihn in eine ganze Reihe damals prägender reaktionärer Kräfte zu stellen.
Im Zuge geschichtspolitischer Instrumentalisierungsversuche des Landesstreiks seitens rechter Kreise gab es 2018 Versuche einer Verklärung Willes.
Anlässlich des 100. Todestag gab die Zentralbibliothek Zürich bekannt, dass nach dem Willen der Familie zukünftig das gesamte Familienarchiv Wille für die wissenschaftliche Forschung ohne Sperrfristen zugänglich sei. Der Historiker Rudolf Jaun brachte daraufhin in der NZZ zum Ausdruck, dass nun ein sachlicherer Blick auf Leben und Wirken Ulrich Willes möglich sein werde.